# Walton Mountains
Die Walton Mountains sind eine isolierte Gebirgskette aus drei hauptsächlich verschneiten Massiven auf der westantarktischen Alexander-I.-Insel. Die höchste Erhebung ist mit 1450 m Mount McArthur, die nördlichste der Quaver-Nunatak. Ausgehend vom Schubert Inlet erstrecken sie sich nach Süden über eine Länge von 40 km.
Erstmals gesichtet wurden sie vom US-amerikanischen Polarforscher Lincoln Ellsworth bei einem Überflug am 23. November 1935. Die dabei entstandenen Luftaufnahmen dienten Ellsworths Landsmann, dem Geographen W. L. G. Joerg, für eine Kartierung. Weitere Luftaufnahmen entstanden 1940 bei der United States Antarctic Service Expedition (1939–1941) und 1947 bei der Ronne Antarctic Research Expedition (1947–1948) unter der Leitung des US-amerikanischen Polarforschers Finn Ronne. Dieser benannte die Mountains nach Lieutenant Colonel Robert C. Walton vom United States Marine Corps, der als Mitarbeiter des Office of Naval Research bei der Bereitstellung eines Schiffs der United States Navy für Ronnes Expedition behilflich war.